# Under a Killing Moon
Under a Killing Moon är ett datorspel från 1994, det är ett äventyrsspel som utvecklades av Access Software och släpptes till MS-DOS, Mac OS Classic och Windows.

## Spelupplägg
Spelaren styr huvudpersonen Tex Murphy i förstapersonsperpektiv där man går omkring i 3D-miljöer, man söker efter ledtrådar och pratar med karaktärer där spelaren har ett dialogträd med olika alternativ under samtal. Spelet består delvis av videosekvenser.

## Handling
Under a Killing Moon utspelas år 2042 i San Francisco efter ett tredje världskrig där staden utsattes för ett kärnvapenkrig. Staden är återuppbyggd och är omdöpt till New San Francisco men vissa delar av områden är kvar från kriget och kallas Old San Francisco. Invånarna som blev påverkad av kriget är mutanter medan människor som inte blev kallas "Norms".
Privatdetektiven Tex Murphy har nått botten. Han skildes nyligen från sin fru Sylvia, saknar arbeten, har ont om kontanter och bor i en nedsliten del av Old San Francisco, Tex inser att han måste agera. Tex försöker leta efter arbete. han upptäcker plötsligt att pantbanken har blivit rånad tvärs över gatan från sin lägenhet. Tex löser fallet snabbt och känner att lyckan har kommit börjar förändras. När en mystisk kvinna kallar sig för Countess Renier (grevinna Reiner) har hört bra saker om Tex som anlitar honom för att leta efter hennes försvunna staty. Allting verkar går bra för grevinnan och lovar Tex att betala mer pengar än han har sett i hela sitt liv. Men allt går snabbt för Tex när han får reda på domedagen om en rörelse kallad Brotherhood of Purity (Renhetens brödraskap).

## Mottagande
Spelet mottogs av positiva recensioner, webbplatsen IGN gav spelet betyget 9.0 och amerikanska speltidningen PC Gamer gav spelet 92%.

## Novell
En novell-version av spelet kom 1996 skriven av Aaron Conners.